# Fur TV
Fur Tv è una serie televisiva britannica, creata da Chris Waitt e Henry Trotter nel 2008 per MTV. I protagonisti sono tre pupazzi irriverenti e sboccati, i cui discorsi hanno come argomento donne, sesso, violenza gratuita e alcool. In Italia, la serie è andata in onda su MTV dal 28 settembre 2008.

## Personaggi

I tre personaggi

I protagonisti della serie sono tre pupazzi di nome, Fat Ed, Lapeño e Mervin.
- Edward Tubbs, detto Fat Ed, è un pupazzo blu amante di musica metal e film splatter. Scola birra e alcolici in quantità industriale, divora hamburger, pizze e cibo spazzatura in genere. Ha un carattere estremamente volgare, e un'indole violenta che prende di mira soprattutto Mervin. Non è né un tipo amichevole, né si interessa molto delle donne, inoltre, passa quasi tutto il suo tempo a guardare la tv e a picchiare Mervin, anche se a volte lo si vede impegnato a suonare metal con il suo gruppo, gli Stinkhole, composto da lui stesso e i suoi coinquilini ,Lapeño e Mervin, anche se all'inizio era composto da altri due umani in carne e ossa, che se ne sono andati dopo una lite con Ed, esasperati dal fatto che non suonavano mai nei locali, nonostante ne avessero la possibilità.[2]
- Lapeño Enriquez, detto anche Peenie, è una rana verde[3] originaria del Brasile, paese dal quale è fuggita per esser perseguitato da alcuni uomini ai quali ha sottratto delle ragazze. È un clandestino che regolarmente sfugge alle inchieste dell'ufficio immigrazione, affermando di esser vedovo di una donna con regolare passaporto. Possiede un'inspiegabile, e allo stesso tempo, poderosa capacità di attrarre ogni essere umano di sesso femminile, che incontra esclusivamente per portarsele a letto, dove pare riesca ad appagarle tutte. Lapeño dedica quasi la totalità del suo tempo alle donne e al sesso, cosa che lo condurrà a soffrire di satiriasi. Si guadagna da vivere facendo il dj, altro mestiere dove ha successo. Inoltre afferma di essere un calciatore formidabile, ma nello show non ha mai dato prova di questo talento.
- Mervin J. Minky è un pupazzo arancione caratterizzato da un mandibola sporgente. È molto sensibile, e lo si vede dal fatto che i suoi genitori adottivi non gli abbiano mai spiegato che è stato adottato. È un bonaccione, molto stupido, il che fa pensare che sia soggetto ad un lieve ritardo mentale, ma soprattutto è un pornodipendente della peggior specie: infatti passa il 99% del suo tempo masturbandosi davanti a immagini, foto, film pornografici e persino a scene di accoppiamento di animali.[4] A volte si aiuta anche con alcuni oggetti, come vibratori o persino infilando il pene nei buchi dei cd. Inoltre il disseminare in giro fazzoletti impregnati del suo sperma, nonché i continui gemiti che emette mentre si masturba, irrita costantemente Ed, alimentando la rabbia che cova nei suoi confronti.[5] Però il sentimento che Mervin prova per Ed è molto forte, quasi fraterno, nonostante le continue violenze. Data la sua morbosa passione per la masturbazione non si dedica, a differenza di Lapeño, a i rapporti con le donne, anzi le evita, e per questo si presume che non abbia mai avuto rapporti sessualI, anche se pare abbia avuto parecchie esperienze omosessuali.

## Storia
L'idea del programma nasce, in un primo momento, sotto forma di cortometraggio, ma nel 2004 si decise di realizzare un episodio pilota trasmesso dalla BBC2. Visto il successo, nel 2008 venne realizzata la serie, composta da 8 episodi.
Anche se le puntate erano poche, il successo della serie fu dovuto al connubio tra morbidi e colorati pupazzi, chiaro riferimento a programmi per bambini, e storie per adulti, dove sesso e violenza, sono del tutto gratuiti. 

## Episodi
| nº | Titolo originale                                      | Prima TV USA   | Prima TV Italia   |
| -- | ----------------------------------------------------- | -------------- | ----------------- |
| 1  | Rent Boys/Hot Pussy                                   | 4 maggio 2008  | 28 settembre 2008 |
| 2  | My Big Fat Gay Wedding/There's Something About Mervin | 11 maggio 2008 | 5 ottobre 2008    |
| 3  | Mervin's Millions/Fur & Loathing                      | 18 maggio 2008 | 12 ottobre 2008   |
| 4  | Bad Apples/Enter the DJ                               | 25 maggio 2008 | 19 ottobre 2008   |
| 5  | Hungry for Love/Brown Fury                            | 1º giugno 2008 | 26 ottobre 2008   |
| 6  | Ladies Love Lapeño/Arse of Darkness                   | 8 giugno 2008  | 2 novembre 2008   |
| 7  | Fist of Fur/Get Mervin                                | 15 giugno 2008 | 9 novembre 2008   |
| 8  | Merverella                                            | 22 giugno 2008 | 16 novembre 2008  |

- Rent Boys/Hot Pussy

Fat Ed e Mervin filmano Lapeño mentre copula con la sua amante. In questo modo guadagnano con la pornografia. Nella seconda parte i pupazzi trovano la gatta scomparsa di tre popstar.
- My Big Fat Gay Wedding/There's Something About Mervin

Per evitare la deportazione Ed è costretto a sposare Mervin. Nella seconda parte Ed vende Mervin ad un laboratorio di clonazione clandestino.
- Mervin's Millions/Fur & Loathing

A causa di un errore postale, Mervin eredita gli enormi beni appartenuti al rapper Pussy Monsta. Nella seconda parte Lapeño è costretto ad assecondare le richieste di Bruno, uno spacciatore anch'egli scappato dal Brasile, e della sua prosperosa e fedifraga fidanzata Lucia.
- Bad Apples/Enter the DJ

Ed si innamora di una cameriera di un fast food, Apples, scorbutica e volgare, quasi quanto lui, ma lei non corrisponde i sentimenti. Nella seconda parte Lapeño si scontra in una sfida tra DJ con un giapponese che propone musica sperimentale.
- Hungry for Love/Brown Fury.

Quando la scorta di riviste porno di Mervin si esaurisce, Lapeño cerca per l'amico una potenziale ragazza, ma... nella seconda parte, gli Stinkhole scoprono casualmente la nota marrone.
- Ladies Love Lapeño/Arse of Darkness

Lapeño non riesce ad avere meno di cinque donne al giorno, per cui cerca rifugio in una clinica per dipendenti dal sesso. La seconda parte è una parodia del romanzo, Cuore di tenebra, di Joseph Conrad : il cugino di Ed, che ha lo stesso nome e lo stesso padre, cerca di condurre il cugino ad una vita sana, ma poi dopo una cena vegetariana accade l'incredibile...
- Fist of Fur/Get Mervin

Sfruttando un'intuizione di Lapeño, i pupazzi entrano nel giro dei combattimenti clandestini. Per fare il colpaccio decidono di truccare l'incontro con Ylia The Killer. Poi, Ed coinvolge Mervin in un affare sporco a cui è stato costretto a parteciparvi non potendo saldare dei debiti di gioco.
- Merverella

Mervin, dopo aver ricevuto colpi in testa, si trasporta in alcune sue fantasie mentali a mo' di videoclip di musica rap, tra cui Puppetz'n'the Hood.

## Doppiatori italiani
| Personaggio | Doppiatore originale | Doppiatore italiano |
| ----------- | -------------------- | ------------------- |
| Mervin      | Simon Greenall       | Diego Sabre         |
| Fat Ed      | Phil Nichol          | Dario Oppido        |
| Lapeño      | Henry Trotter        | Gianluca Iacono     |